# Catedral de Santa Ana (Gagnoa)
La Catedral de Santa Ana o bien la Catedral de Gagnoa (en francés: Cathédrale Sainte-Anne de Gagnoa) se ubica como su nombre lo indica en la localidad de Gagnoa, y es uno de los edificios religiosos más importantes en el país africano de Costa de Marfil. Antes una antigua iglesia parroquial, se convirtió en una catedral de la Iglesia católica el 3 de febrero de 1957. Monseñor Barthélémy Djabla fue enterrado aquí en el año 2008.
Funciona como la sede de la Arquiodiócesis de Gagnoa (Archidiocèse de Gagnoa; Archidioecesis Gagnoaënsis) una de las 4 que existen en esa nación y la sede la provincia eclesiástica de Gagnoa.